# 大韓民国国立果川科学館
国立果川科学館 (국립과천과학관) は、大韓民国の京畿道果川市 (クァチョン＝シ) に位置する、科学技術資料を収集・調査・研究し、それを保存・展示する施設である。科学技術の知識を普及するために、各種科学技術教育プログラムを開催している。2008年11月に開館した。本館の外観は未来を志向する飛翔体の形に、また天体館は「水面の上の球」の形にデザインされている。

## 常設展示
- 基礎科学館
- 先端技術館
- こども探求体験館
- 名誉の殿堂
- 伝統科学館
- 自然史館

## 屋外展示

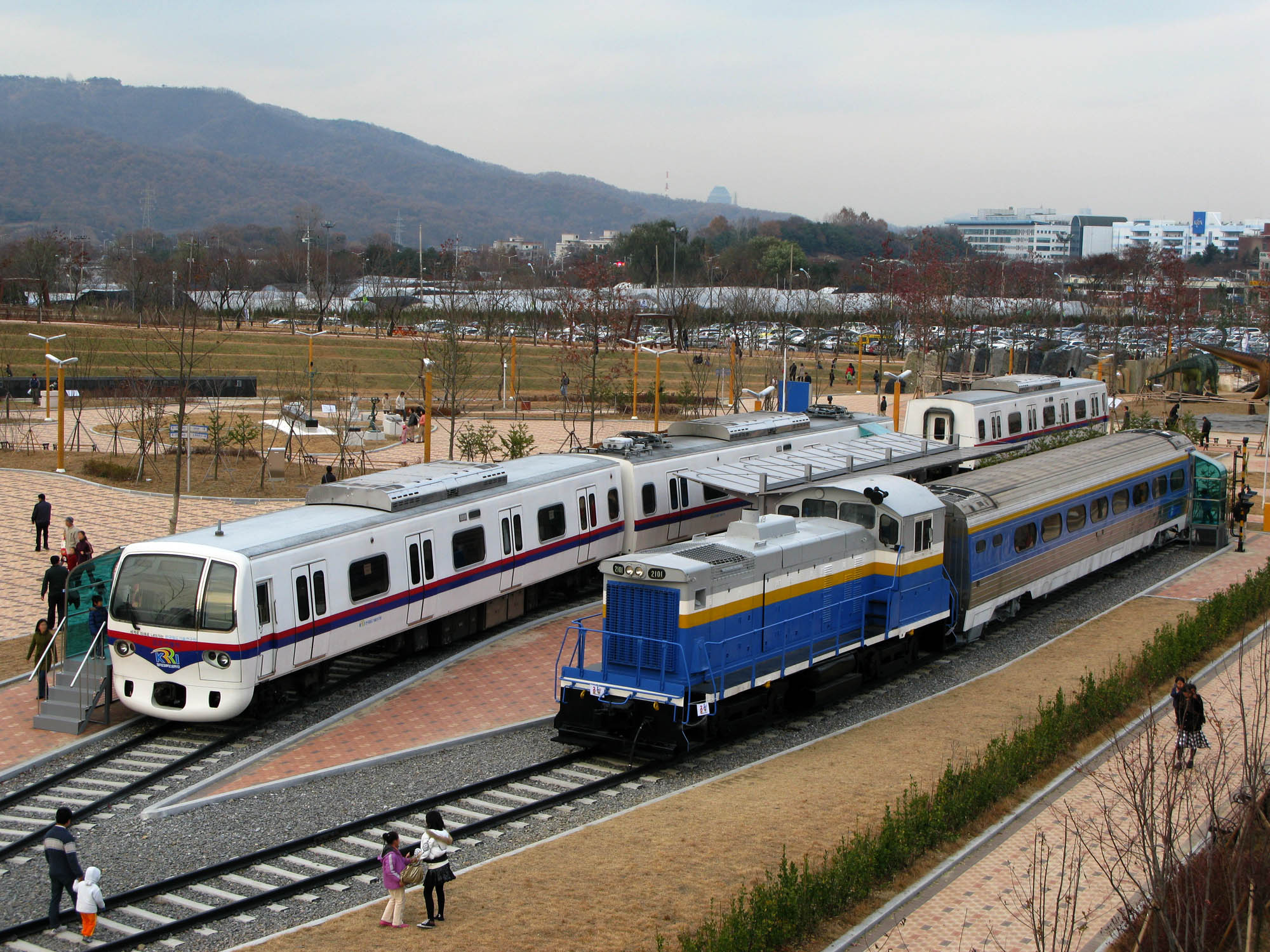
屋外に展示中の2101号ディーゼル機関車と韓国標準型電車の試作車

- 宇宙航空
- エネルギー
- 交通輸送
- 歴史の広場
- 地質の丘
- 恐竜の丘

## 天文施設
- 天体投影館
- 天体観測所

## 最寄り駅
- 大公園駅 (首都圏電鉄4号線)